# Оріон (сузір'я)
Оріо́н (грец. Ὠρίων, лат. Orion) — сузір'я, розташоване поблизу небесного екватора. Назване на честь міфічного грецького мисливця Оріона; в українській народній традиції сузір’я також відоме під назвою «Косарі». В Україні це сузір'я можна спостерігати взимку.
Оріон містить багато яскравих зір, які утворюють фігуру, що нагадує людину. Найлегше впізнати сузір’я за трьома яскравими блакитними надгігантами, що формують астеризм Пояс Оріона: Мінтака (з арабської — «пояс»), Альнілам («перловий пояс») і Альнітак («пасок»). Ці зорі розташовані майже на одній прямій, а Альнілам має приблизно однакову кутову відстань до двох інших зір пояса. Лінія, утворена поясом Оріона, вказує на інші яскраві зорі: у південно-східному напрямку — на блакитний Сіріус (α Великого Пса), а в північно-західному — на червоний Альдебаран (α Тельця).
Сузір'я Оріон залишатиметься впізнаваним ще протягом тривалого часу, адже власний рух його основних зір настільки незначний, що зміни їхнього положення неможливо помітити неозброєним оком протягом життя кількох поколінь. В Україні сузір’я Оріона видно переважно восени й узимку, найкращі умови для спостереження — у листопаді, грудні та січні.

## Історія та назви
Помітний астеризм Оріона на небосхилі виділяли багато народів і культур, що спричинило розмаїття назв та появу низки легенд і міфів, що пов'язані з ним.

### Стародавня Греція та Рим
Оріон згадується в найдавніших збережених творах грецької літератури, які датуються близько VII або VIII століттями до н. е., але є збіркою усної народної творчості, що бере свій початок на кілька століть раніше. В «Іліаді» Гомера сузір'я асоціюється з мисливцем Оріоном, а зорю Сіріус — з його собакою. В «Одіссеї» Оріон є визначним мисливцем. У деяких легендах Оріон, нібито, може полювати на будь-яку існуючу тварину. У «Роботах і днях» Гесіода Оріон також є сузір'ям, схід і захід якого разом із Сонцем використовуються для обчислення року.
Згідно з працею Ератосфена «Катастеризми», Оріон був сином бога моря Посейдона та Евріали, дочки Міноса, царя Криту. На острові Крит Оріон полював з богинею Артемідою та її матір'ю Лето, і під час полювання погрожував убити всіх звірів на Землі. Гея (Аполлон у деяких версіях, який не схвалював стосунки своєї сестри з чоловіком) заперечила і послала гігантського скорпіона, щоб убити Оріона. Після його смерті богині попросили Зевса розмістити Оріона серед сузір'їв. Зевс погодився і, як пам'ять про смерть Оріона, також додав Скорпіона до небес. Схожа легенда описується в римській міфології, зокрема її описував Овідій в творі Fasti.

### Європа
Давні українські народні назви цього сузір'я — «Плуг» і «Золотий Плуг». Оскільки здавна на території України було поширене хліборобство, неможливе без плуга, та існував культ золотого плуга, предки теперішніх українців називали так групу зір, що нині є частиною сузір'я Оріон, таким чином ушановуючи своє основне знаряддя обробітку землі. Також відомі з писемних джерел XVII ст. різдвяні свята (Коляди), пов'язані з уславленням плуга, який нібито падає з неба. За часів Русі на Різдво (Коляди) кияни масово виходили на вулиці міста, на високі пагорби зустрічати це красиве сузір'я, яке уособлювало дарунок Сварога-коваля (тому християнська церква забороняла «кликать плугу» на Різдво). Також окремо вирізняли в складі «Плуга» його частини: «Чепіги» та «Полиця». Подекуди на сузір'я Оріона переносилася народна назва скупчення Плеяд, як то «Волосожар», «Стожари».
У староугорському фольклорі Оріон відомий як «Стрілець» (Íjász) або «Жнець» (Kaszás). У міфах його називають Німродом (угорською — Nimród), найвеличнішим мисливцем, батьком близнюків Гунора та Магора. Зорі π та o (угорі праворуч) разом утворюють лук або підняту косу. В інших угорських традиціях пояс Оріона відомий як «палиця судді» (Bírópálca).
У скандинавській традиції пояс Оріона був відомий як «прядка Фрігг» (friggerock) або «прядка Фрейї».
Фіни називають пояс Оріона та зорі під ним «косою Вейнемейнена» (Väinämöisen viikate). Інша назва астеризму Алнілама, Альнітака та Мінтаки — «Пояс Вейнемейнена» (Väinämöisen vyö), а зорі, що «звисають» з пояса, називають «мечем Калеви» (Kalevanmiekka).

### Азія
У середньовічній ісламській астрономії сузір'я Оріон було відоме як аль-Джаббар (араб. الجبّار), що перекладається як «велетень». Ця назва збереглася в сучасній астрономії, зокрема в назві зорі Саїф (англ. Saiph), що походить від арабського «сайф аль-джаббар» — «меч велетня».
У «Рігведі» сузір’я Оріон згадується під назвою Мріга (санскр. मृग — «олень»).
В індійській міфології Оріон асоціюється з божеством Натараджа — «космічним танцюристом», однією з форм бога Шиви. Натараджу часто ототожнюють із фігурою Оріона на небі. Ведична форма Шиви — Рудра — вважається покровителем накшатри Ардра (санскр. आर्द्रा), яка ототожнюється із яскравою червоною зорею Бетельгейзе, що входить до складу сузір’я Оріона.
Моряки народу Буги, з Індонезії, називали три зорі Пояса Оріона tanra tellué, що в перекладі означає «знак трьох». Цей характерний астеризм слугував важливим астрономічним орієнтиром під час морських подорожей, допомагаючи визначати напрямок і положення в океані.

### Америка
Народ Сері на північному заході Мексики називає три зорі в поясі Оріона «Хапдж» (ім'я, що позначає мисливця), який складається з трьох зірок: Хап (американський олень чорнохвостий), Хаамоджа (вилоріг) і Моджет (товсторіг). Вважається, що мисливець підстрелив оленя, кров якого капнула на мексиканський острів Тібурон.
Три зорі в поясі відомі в Іспанії та більшій частині Латинської Америки як «Las tres Marías» (іспанською «Три Марії»). У Пуерто-Рико ці три зорі відомі як «Los Tres Reyes Magos» (іспанською «Три волхви»).
Корінний народ Америки Оджибве називає сузір'я Оріона «Месабі», що означає «Велика Людина».
Для корінних американців племені Лакота асоціюють з бізоном. Пояс Оріона, який вони називають «Таямнічанку», — це хребет бізона. Прямокутник, який утворюється зорями Бетельгейзе, Беллатрікс, Рігель і Саїф  — це ребра бізона. Зоряне скупчення Плеяди в сузір'ї Тельця — це голова бізона. А зоря Сіріус у Великому Псі, яку називають «Таямнісінте», — це його хвіст. В іншому міфі Лакота згадується, що нижня половина Оріона, сузір'я Руки, представляла руку вождя, яку відірвав Громовий народ як покарання від богів за його егоїзм. Його дочка запропонувала вийти заміж за того, хто зможе підняти його руку з неба, тому молодий воїн Падша Зоря (чий батько був зорею, а мати людиною) повернув йому руку та одружився з його дочкою, символізуючи гармонію між богами та людством за допомогою молодого покоління.

### Африка
В південно-африканських регіонах, де розмовляють африкаанс, ці зорі відомі як Drie Konings (Три королі) або Drie Susters (Три сестри).

### Океанія
Сім основних зір Оріона утворюють полінезійське сузір'я «Хейхейонакеїкі», яке являє собою дитячу фігурку з ниток. Кілька доколоніальних філіппінців називали регіон біля поясу «Балатік», оскільки він нагадує пастку з такою ж назвою, яка сама стріляє стрілами та зазвичай використовується для лову свиней у кущах. Іспанська колонізація пізніше призвела до того, що деякі етнічні групи почали називати пояс Оріона «Трес Маріас» або «Татлонг Марія».
У традиції корінного народу Нової Зеландії маорі зоря Рігель (відома як «Пуанга» або «Пуака» ) тісно пов'язана зі святкуванням Матарікі (Нового року). Схід Матарікі (Плеяд) та Рігеля перед сходом сонця в кінці червня означає початок року маорі. У Південній півкулі пояс і меч Оріона часто називають «каструлею» або «горщиком» в Австралії та Новій Зеландії. 
У культурі яванців сузір'я часто називають «Лінтанг Валуку» або «Бінтанг Баяк», що описує форму плуга заливного поля. 

## Склад

### Астеризми

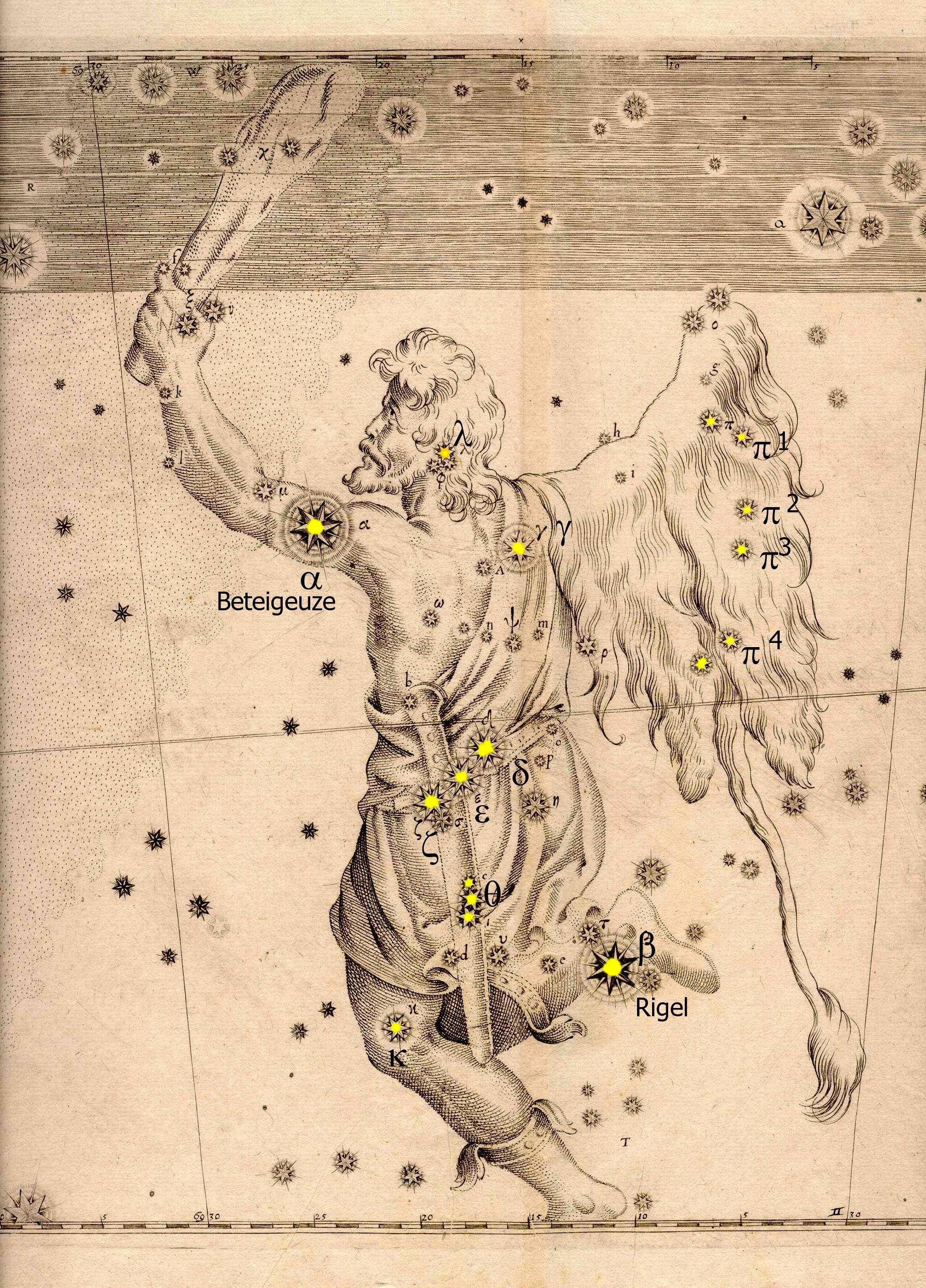
Відбиток гравюри з «Уранометрії» Йоганна Байєра (1661), що зображує сузір'я Оріона.

Сузір’я Оріона, також відоме як «Мисливець», містить декілька астеризмів, груп зір, що легко розрізняються на небі та мають історичні назви. Астеризми відіграють важливу роль у небесній навігації. У спостережній астрономії їх використовують як орієнтири для ідентифікації зір і пошуку об’єктів глибокого неба. До складу Оріона входять Пояс, Меч, Голова, Щит, а також частини, які умовно називають рукою чи дубцем (клубом). Найвідомішим і, ймовірно, найстарішим є саме Пояс Оріона.

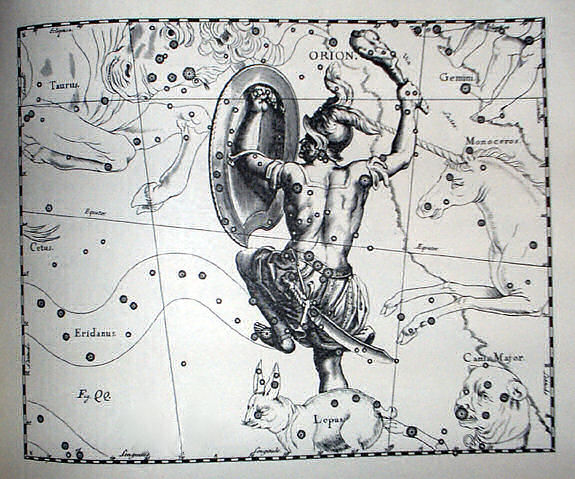
Зображення Оріона на атласі Яна Гевелія

Пояс Оріона — це яскравий лінійний астеризм із трьох зір: Зети Оріона (Альнітак), Епсилона Оріона (Альнілам) та Дельти Оріона (Мінтака). Пояс Оріона добре помітний на нічному небі в обох півкулях. У Північній півкулі його видно найкраще між січнем і квітнем близько 21:00. У Південній півкулі — влітку, коли він проходить близько до місцевого меридіана. У тропічних широтах (до 8° від екватора) Пояс проходить прямо через зеніт. З травня по липень він з’являється на денному небі і стає невидимим. Проте на значній частині Антарктиди у зимові місяці Сонце залишається під горизонтом, і зорі Оріона можуть бути видимі навіть опівдні. На південний захід від Альнітака розташована Сигма Оріона — кратна зоряна система з п’яти компонентів, які мають сумарну зоряну величину 3,7 і віддалені на 1150 св. років. А на південний захід від Мінтаки розташована четверна зоря — Ета Оріоніс. 
Меч Оріона — це вертикальний астеризм під Поясом, який містить: Туманність Оріона (М42), Туманність де Мерана (М43), туманність Людини, що біжить та зорі Хатиса, Сигма Оріона.
Голова Оріона утворюється з трьох зір, що формують невеликий трикутник. Вершина позначена Мейссою (Лямбда Оріона) — гарячим блакитним гігантом спектрального типу O8 III, видима величина — 3,54, відстань — близько 1100 св. років. Основа трикутника — зорі Phi-1 та Phi-2 Оріона. Поряд розташована дуже молода зоря FU Оріона, відома своєю яскравістю, що змінюється унаслідок активного акреційного процесу.
На північ від Бетельгейзе простягаються зорі, які формують умовний Клуб Оріона: Мю Оріона — лікоть, Ню та Ксі Оріона — ручку клубу. Χ¹ та Χ² Оріона — кінець клубу. Поруч із Χ¹ лежить змінна зоря U Оріон, що належить до класу мірид. На захід від Беластрікс лежать шість зір, позначених як Пі Оріона (π 1 Оріона, π 2 Оріона, π 3 Оріона, π 4 Оріона, π 5 Оріона та π 6 Оріона), які складають Щит Оріона.

### Зорі
У сузір'ї багато гарячих молодих зір спектральних класів O й B, які утворюють зоряну асоціацію (посередині Туманності Оріона розташоване розсіяне скупчення зір, відоме як Трапеція Оріона, та Туманність Оріона). Видима зоряна величина двох найяскравіших зір — близько нульової зоряної величини (у максимумі їх блиску), п'яти тьмяніших — 2m, ще 4 — 3m. У невеликі телескопи або біноклі в Оріоні можна спостерігати такі цікаві астрономічні обʼєкти, як туманності M43 і M78, ι і кратну зорю σ.
Багато зір цього сузір'я входять до складу астеризмів. Деякі з них утворюють лише зорі Оріона (Пояс Оріона, Меч Оріона, Щит Оріона, Сніп), деякі включають у свій склад й зорі сусідніх сузір'їв (Зимове Коло, Зимовий Трикутник, Єгипетський Хрест).

Мапа сузір'я з позначеними зорями

Мапа сузір'я Оріон

Бетельгейзе (α Оріона) — найближчий до Землі червоний надгігант (відстань становить близько 700 св. років), напівправильна змінна зоря, що змінює свій блиск у межах від 0,2m до 1,2m із періодом близько 6 років, друга за яскравістю зоря цього сузір'я і 10-та серед найяскравіших зір нічного неба. Бетельгейзе є однією з зір, що утворюють астеризми Зимовий Трикутник і Зимове Коло. Це одна з найвідоміших та найбільш досліджених зір. Її кутовий розмір один з найбільших на нічному небі, також ця зоря входить до списку навігаційних зір. Впродовж наступних 100 000 років очікуєть вибух Бетельгейзе. Вибухнувши, він світитиме яскраво, як півмісяць — у дев'ять разів слабше, ніж повний Місяць — протягом понад трьох місяців. Наднову буде видно в денному небі приблизно рік, а вночі — кілька років.
Рігель (β Оріона) — блакитний надгігант (головний компонент, оскільки зоря є візуально подвійною), змінна зоря, що змінює свій блиск у межах від 0,03m до 0,3m з періодом близько 22–25 днів, найяскравіша зоря сузір'я і 7-ма серед найяскравіших зір нічного неба. Належить до навігаційних зір. Світність зорі становить 85 000 світностей Сонця, а відстань до неї — близько 800 св. років. Рігель є найближчою до Землі зорею з такою великою світністю. З 1831 року відомий як візуально подвійна зоря. Складається з трьох компонентів (Рігель Б є спектрально-подвійною зорею). Оскільки зоря доволі яскрава, вона освітлює пилові хмари, що знаходяться достатньо близько, зокрема IC 2118 (Туманність Голова Відьми). Грає роль "лівої ноги" для Оріона.
Беллатрікс (γ Оріона) — зоря-гігант, що має біло-блакитний відтінок та нерегулярно змінює свій блиск у межах від 1,59m до 1,64m, є третьою за яскравістю у цьому сузірʼї й 27-ю серед найяскравіших зір нічного неба. Радіус Беллатрікс у 5,7 раза більший за радіус Сонця, а маса становить від 8 до 9 мас Сонця, відстань до зорі — (243 св. років), що є причиною невеликої видимої зоряної величини. Зоря позначає ліве плече Оріона, а її назва означає «жінка-воїн», іноді в розмовній мові її називають «Зорею Амазонок».
Альнілам (ε Оріона, 1,69m) — одна з зір астеризму Пояс Оріона, четверта за яскравістю зоря цього сузір'я і 30-та серед найяскравіших зір нічного неба. Головний компонент — блакитний надгігант. Розташована набагато далі за інші яскраві зорі (1300 св. років), однак через дуже велику світність (375 000 L☉) виглядає на нашому небосхилі досить яскравою.
Альнітак (ζ Оріона, 1,72m) — потрійна зоря (головний компонент  — блакитний надгігант), п'ята за яскравістю зоря цього сузір'я, 31-ша серед найяскравіших зір нічного неба та найяскравіша зоря класу О. Одна з зір астеризму Пояс Оріона та має значення «пасок, обойма». Головний компонент має видиму зоряну величину 2,09m.
Саїф (κ Оріона, 2,05m) — надгігант, шоста за яскравістю зоря цього сузір'я і 52-га серед найяскравіших зір нічного неба. Розмір та відстань до неї приблизно такі самі, як у Рігеля, але яскравістю Саїф йому поступається, оскільки температура поверхні становить 26 000 K, що призводить до випромінювання основної кількості енергії у вигляді ультрафіолетового випромінювання. У перекладі з арабської означає «меч гіганта».
Мінтака, (δ Оріона) — одна з зір астеризму Пояс Оріона. Кратна зоря, сьома за яскравістю зоря цього сузір'я і 69-та серед найяскравіших зір нічного неба. Головним компонентом є спектрально-подвійна зоря, що складається з двох гігантів класу B та O, які обертаються навколо спільного центру мас. Це спричиняє періодичне затемнення їх одне одним, що призводить до коливання блиску в межах від 2,26m до 2,14m, отже зоря є змінною. Навколо цієї подвійної зорі обертається ще два тіла.
Хатиса (ι Оріона, 2,75m). Найяскравіша зоря астеризму Меч Оріона. Її арабська назва — «Наїр аль-Саїф» — означає «найяскравіший меч». Кратна зоря, восьма за яскравістю зоря сузір'я. Складається з чотирьох компонентів, два з яких є спектрально-подвійними зорями, зіткнення чиїх зоряних вітрів робить Хатису потужним джерелом рентгенівського випромінювання.
Табіт (зоря) (π3 Оріона, 3,16m) — найяскравіша зоря в астеризмі Щит Оріона, дев'ята за яскравістю зоря цього сузір'я. Досить близька (26,32 св. років), схожа на Сонце, але масивніша (1,32M☉) і, відповідно, яскравіша (бл. 3 L☉).
Альджебба (η Оріона, 3,35m) — кратна зоря, десята за яскравістю зоря цього сузір'я, на небосхилі розташована між Рігелем і Мінтакою (удвічі далі від Рігеля). Складається з чотирьох компонентів, перебуває на відстані бл. 1000 св. років і входить до зір Рукава Оріона.
Мейсса (λ Оріона) — гігант, одинадцята за яскравістю зоря цього сузір'я із видимою зоряною величиною 3,39m. Належить до зоряного скупчення Колліндер 69, відомого також як скупчення Лямбди Оріона, вік якого — близько 5 мільйонів років.

### Туманності

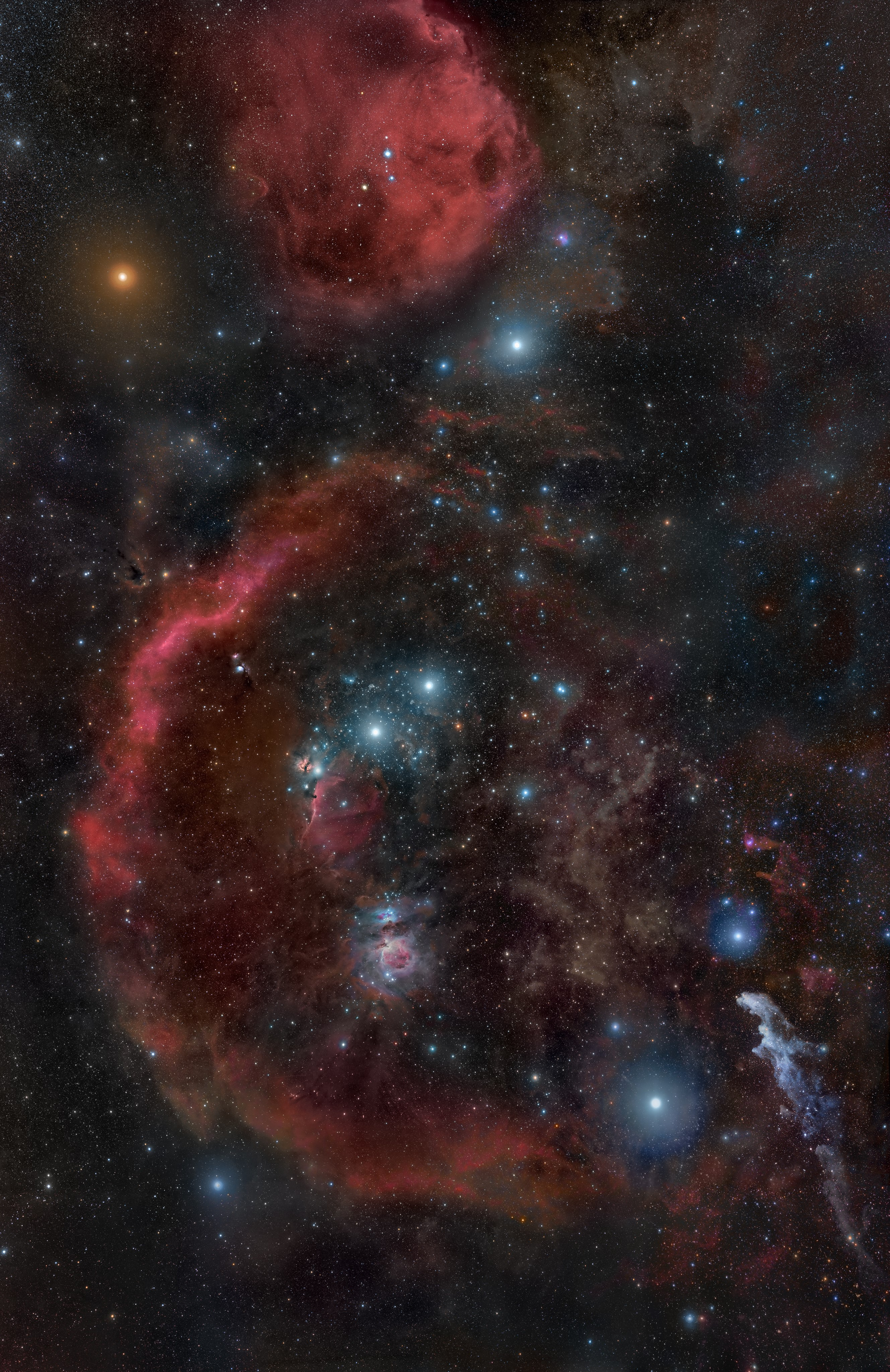
Молекулярна Хмара Оріона. Окрім яскравої туманності Оріона можна бачити багато тьмяніших обʼєктів, таких як Петля Барнарда.

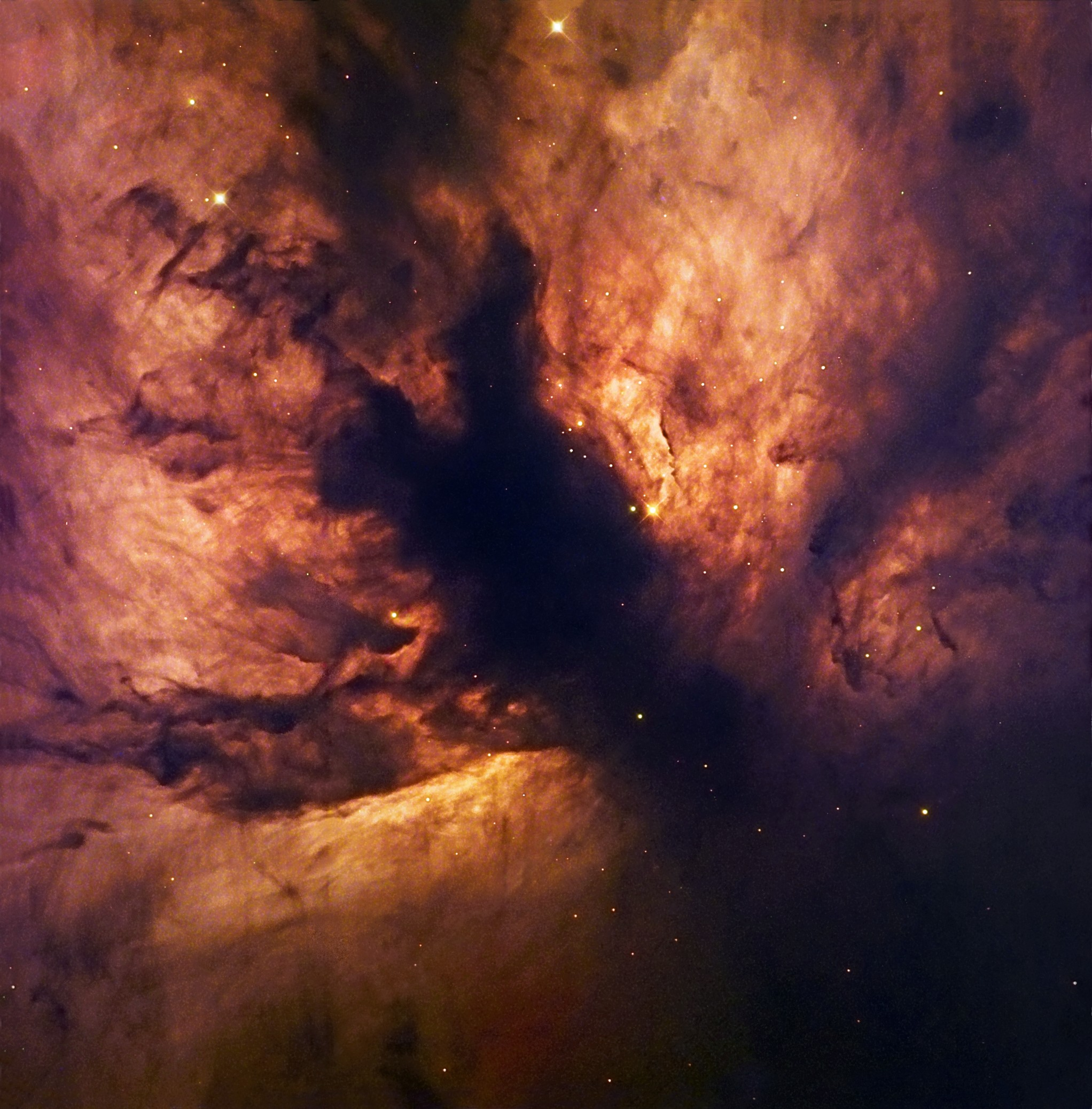
Туманність Полум'я

У сузір'ї Оріона розташована низка туманностей, які входять до Молекулярної Хмари Оріона. Це — гігантський комплекс міжзоряного пилу й газу, туманностей, молодих зір і зір, що формуються; який розташований у Чумацькому шляху на відстані близько 1600 св. років і має кількасот св. років у діаметрі. Він був сформований при переході через центр Галактичного диска хмар газу, які пов'язані зі спіральною структурою галактики. Названа на честь чотирьох яскравих зір, що утворюють трапезоїд, вона значною мірою освітлена найяскравішими зорями, яким лише кілька сотень тисяч років. Спостереження космічної рентгенівської обсерваторії «Чандра» показують, що екстремальні температури головних зірок — до 60 000 кельвінів — і області зореутворення досі існують у навколишній туманності.  Існує припущення, що в цій області стався вибух наднової (або кількох наднових), що спричинив утворення Петлі Барнарда і швидше віддалення від Хмари Оріона кількох зір, а саме AE Візничого зі швидкістю 130 км/с, Мю Голуба зі шв. 120 км/с та 53 Овна зі шв. 60 км/с. Вони мали покинути Хмару Оріона 2–5 мільйонів років тому. Імовірно, ці зорі були кратною системою, яку зруйнувала наднова цієї самої системи. У цій області виділяють такі об'єкти:
- Туманність Оріона (видно неозброєним оком);

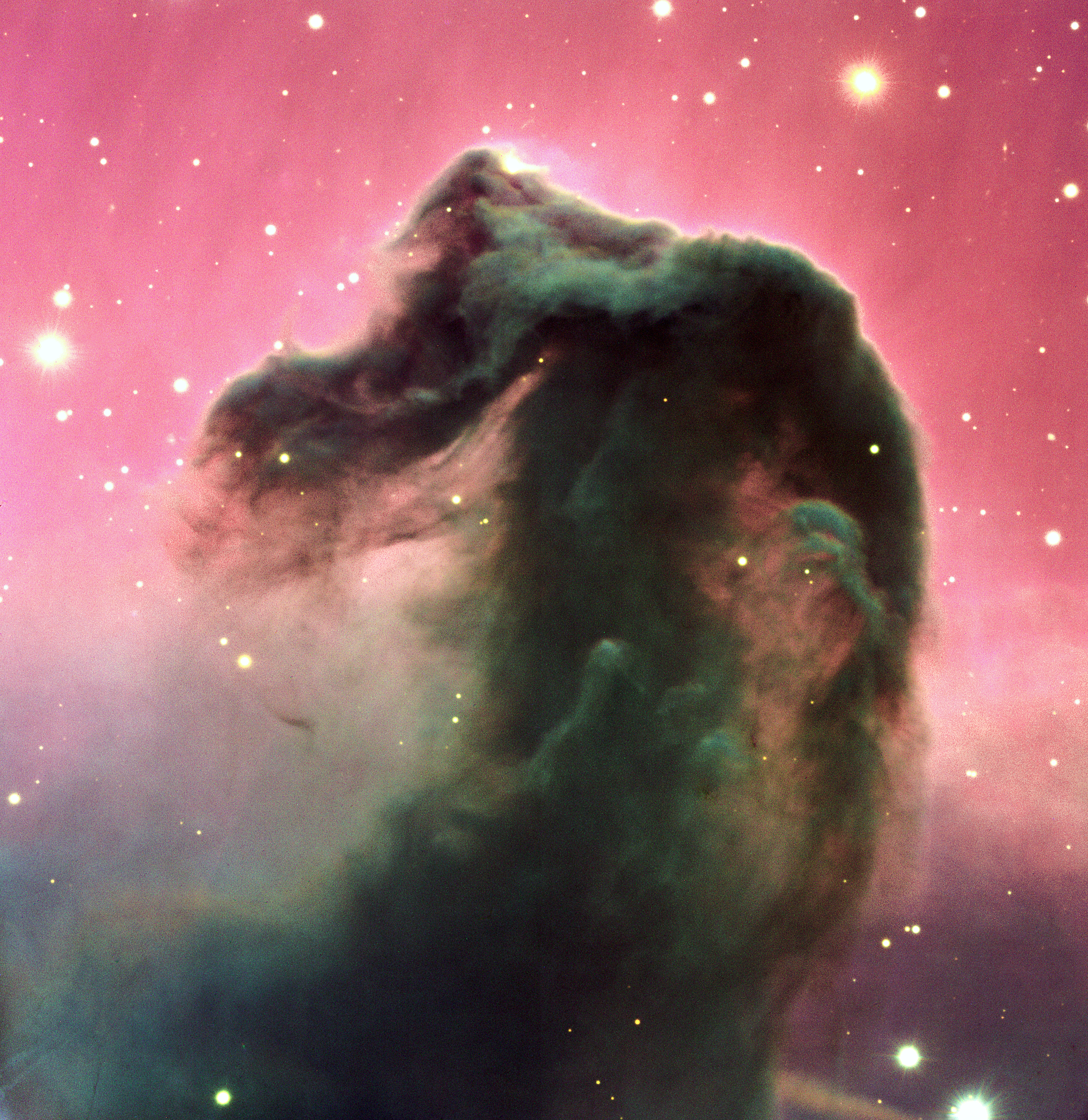
Туманність Кінська Голова

- Туманність Кінська Голова;
- Туманність де Мерана;
- М 78 (цю та три попередні можна спостерігати у слабкі телескопи);
- Петля Барнарда;
- Туманність Полум'я (дві останні можна помітити лише з допомогою достатньо потужного телескопа)[83].

Туманність Оріона

Туманність Оріона (також відома як Мессьє 42 (M42), NGC 1976 або Велика Туманність Оріона) — найяскравіша дифузна туманність на нічному небі, яку можна спостерігати навіть неозброєним оком завдяки видимій зоряній величині близько 4m. У давнину її вважали окремою яскравою зорею (зокрема, вважали частиною системи θ¹ (Тета¹) Оріона — комплексу зір у цій області). Проте пізніше стало відомо, що це — велетенське скупчення газу й пилу масою близько 300 M☉. Частина цієї туманності, відома як Туманність де Мерана, має окрему класифікацію: М43 або NGC 1982. Вона відокремлена від основної частини туманності темною пиловою смугою й містить у центрі змінну зорю NU Ori, блиск якої змінюється в межах від 6.5m до 7.6m. Кутовий розмір туманності становить 66′ × 60′. Її лінійний діаметр — близько 30 світлових років, а відстань до Землі складає приблизно 1600 світлових років. Туманність Оріона є найближчим до нас великим регіоном активного зореутворення. У її межах формуються зорі, що утворюють розсіяне скупчення. Коли процес зореутворення завершиться, на місці туманності залишиться зоряне скупчення, що складатиметься з кількох сотень або тисяч зір одного віку (із розбіжністю у віці в межах кількох десятків мільйонів років).
Туманність Кінська Голова (Барнард 33) — темна туманність, міжзоряна хмара пилу, що цікавим чином сформувалася у формі голови коня. Розташована на відстані 1500 св. років. «Висота» туманності становить 5 св. років. Ми можемо спостерігати Кінську Голову лише тому, що позаду знаходиться яскрава емісійна туманність IC 434 (досягає 70ʹ завдовжки і кілька кутових мінут заввишки), яка випромінює червоне світло. Причиною її червоного світіння є іонізація водню під дією випромінювання зорі Альнітак.

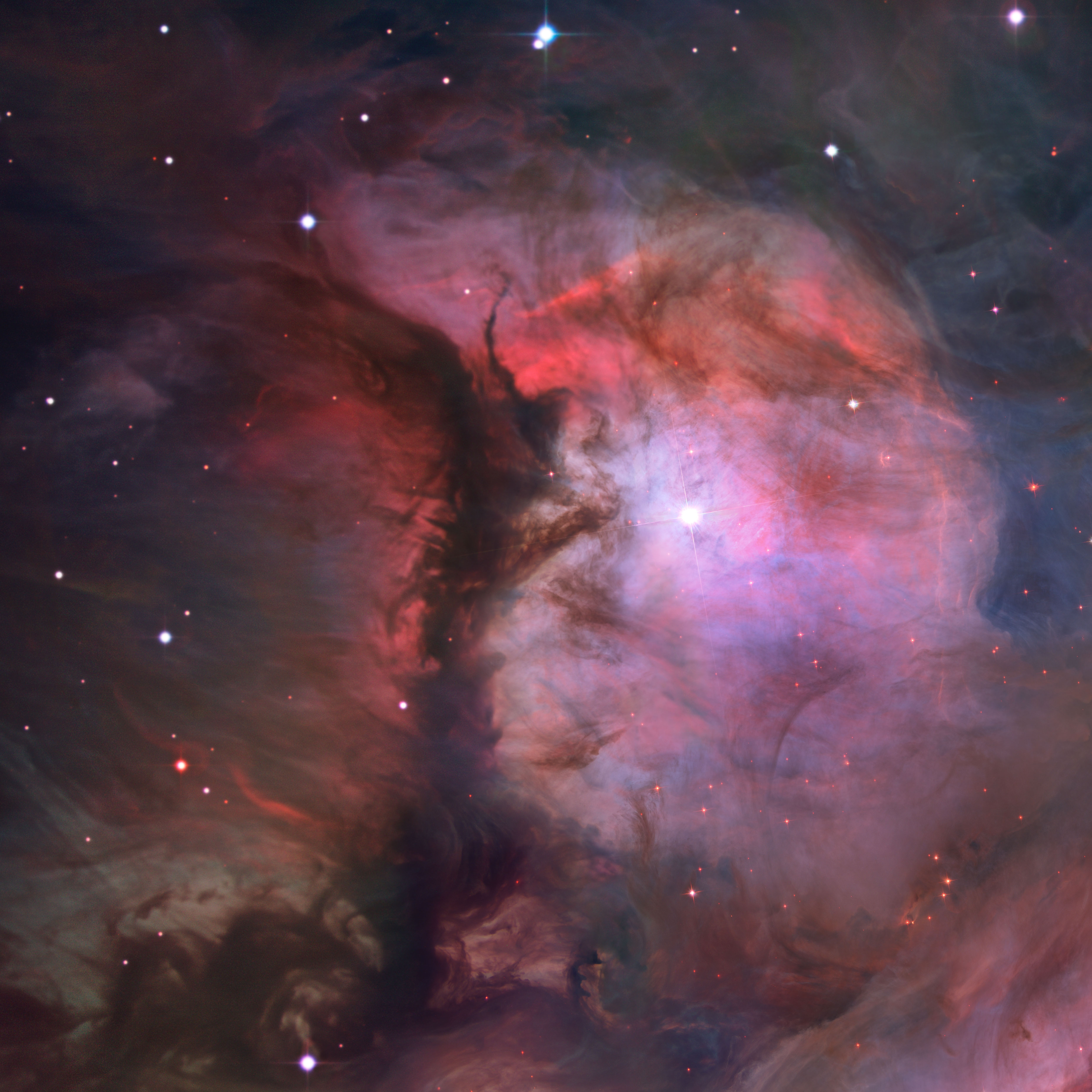
Туманність де Мерана

Туманність де Мерана (NGC 1982, М43), — емісійна туманність, Туманність де Мерана розташована на північ від M42 і відокремлена від неї великою темною пиловою смугою. Головною іонізуючою зорею в ній є HD 37061. Також поблизу туманності розташована блакитно-біла зоря Ню Оріона головної послідовності типу B із зоряною класифікацією B0,5V або B1V. Її маса в 19±7 разів більша за масу Сонця з радіусом в 5,7±0,8 разів більше Сонця

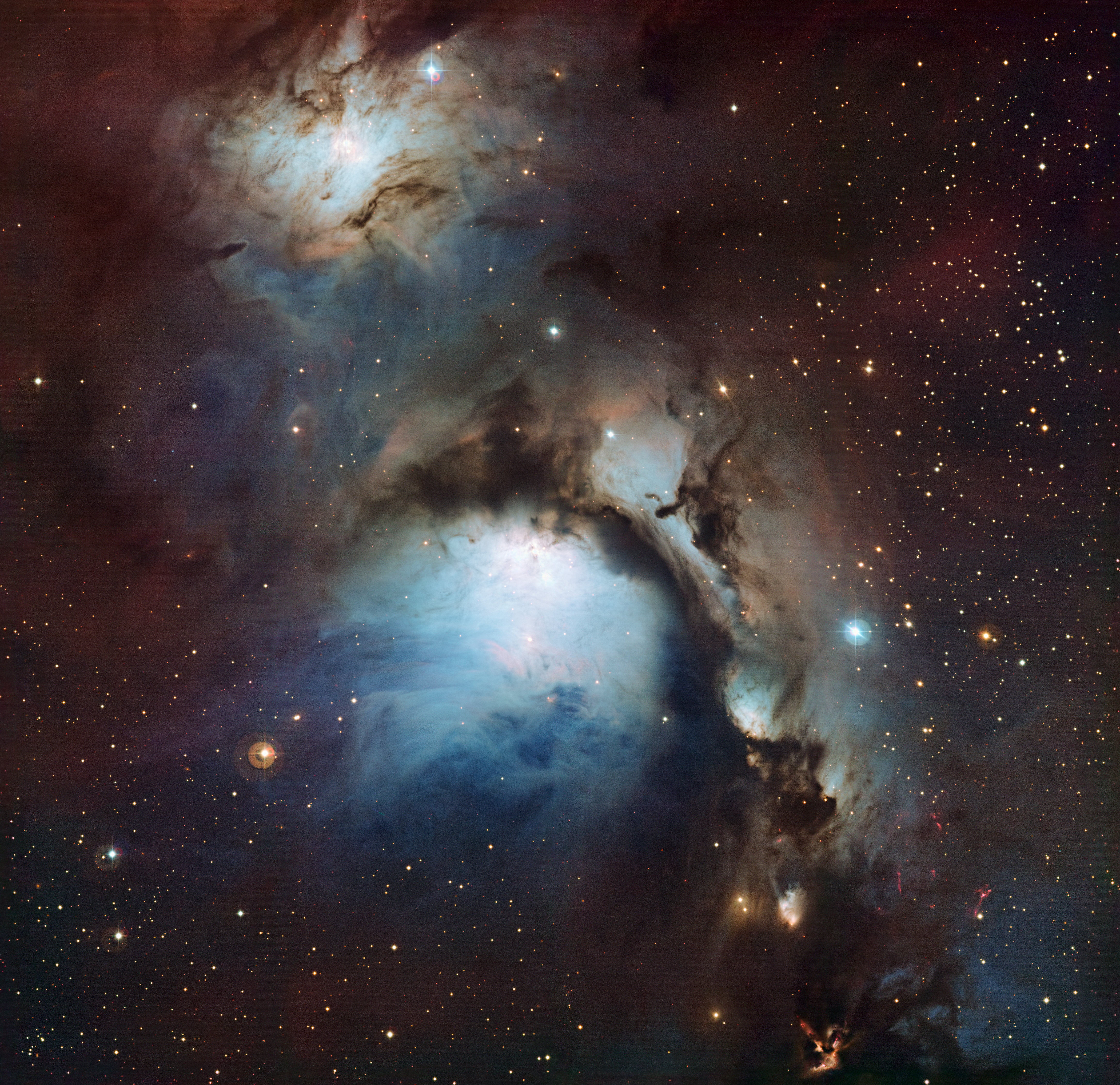
Мессьє 78

Мессьє 78 (NGC 2068) — відбивна туманність у сузір'ї Оріона, розташована приблизно у 1 600 світлових роках від Землі. Вона є найяскравішою серед групи туманностей, що також включає NGC 2064, NGC 2067 та NGC 2071, і є частиною молекулярного комплексу Оріона. Туманність була відкрита П'єром Мешеном у 1780 році та включена до каталогу Мессьє того ж року. У телескопі Мессьє 78 виглядає як туманна пляма з двома зорями 10-ї та 11-ї величини (HD 38563A та HD 38563B), світло яких відбивається від навколишнього пилу, роблячи туманність видимою. У межах туманності виявлено близько 45 змінних зір типу T Тельця та 17 об'єктів Гербіга-Аро, що свідчить про активне зореутворення.

Поруч із Мессьє 78 знаходиться туманність NGC 1999, також відома як «Космічний замок». Це — відбивна туманність, освітлена змінною зорею V380 Оріоніс, яка є молодою зорею з масою приблизно 3,5 маси Сонця. Особливістю NGC 1999 є темна пляма в центрі, яка раніше вважалася щільною хмарою пилу, але спостереження за допомогою інфрачервоного телескопа «Гершель» показали, що насправді це порожнеча в туманності.

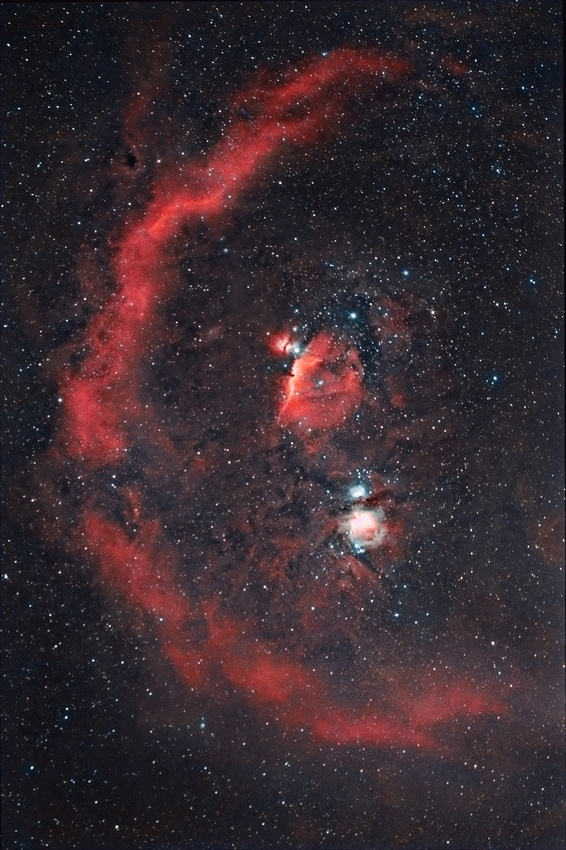
Петля Барнарда

Петля Барнарда (Шарплесс 276) — емісійна туманність, хмара міжзоряного газу, що сприймається з Землі як велика дуга (практично півколо) навколо Туманності Оріона. Займає велику частину небосхилу (кутові розміри становлять бл. 14°×10°). Її можна помітити навіть неозброєним оком, але для цього потрібне дуже темне небо. Петля складається з дуже гарячого іонізованого водню — це газ, у якому атоми втратили або отримали електрони через вплив світла від зірок Туманності Оріона. Завдяки цьому газ світиться червоним кольором, що можна побачити на фотографіях. Цю хмару газу називають також «Сферою Стремґрена» — це поняття в астрономії для опису області іонізованого газу, що оточує одну або декілька гарячих зір. Простягається на 300 св. років. Найімовірнішою теорією її виникнення вважається вибух однієї або кількох наднових близько 2–3 млн років тому. Вільям Гершель був перший, хто помітив цю туманність, але її відкриття зазвичай приписують Едварду Барнарду, який у 1895 році перший отримав її фотографію в Єркській обсерваторії та назвав Петлею Оріона.
Туманність Полум'я (NGC 2024) — емісійна туманність, хмара міжзоряного пилу й газу, що розташована на відстані 1500 св. років і своєю формою нагадує полум'я. Знаходиться на небосхилі біля зорі Альнітак, але з цією зорею жодних зв'язків не має, оскільки ця зоря майже вдвічі ближча. Посередині знаходиться щільна смуга пилу й газу, яка «розщеплює» туманність на дві половини і за якою розташоване молоде скупчення блакитних масивних зір, одна з яких знаходиться в центрі й випромінює інтенсивне ультрафіолетове випромінювання, чим обумовлене світіння туманності. Ця зоря відома як IRS2b. За яскравістю зоря не поступалася б зорям із Поясу Оріона, якби між нею і нами не було такої кількості пилу й газу. До відкриття цієї зорі, зорю Альнітак вважали частиною туманності.

### Зоряні скупчення
В Оріоні небагато відносно яскравих зоряних скупчень та всі вони є розсіяними. Нижче наведено деякі з них (із видимою зоряною величиною менше 10m).
Трапеція Оріона — це група зір, що тісно розташовані одна біля одної в центрі Туманності Оріона. Галілео Галілей відкрив це скупчення, 4 лютого 1617 року він намалював на своїх ескізах три зорі, які позначили як А, С і D. Але він не помітив хмару газу і пилу, що оточує ці зорі — це і є сама Туманність Оріона. Четверту зорю, яку назвали В, помітили трохи пізніше, у 1673 році. Згодом астрономи знайшли ще кілька зір у цьому скупченні, наприклад зорю Е. До 1888 року там нараховували вже вісім зір, пізніше виявилось, що деякі з цих зір є подвійними. Для аматорських телескопів із діаметром дзеркала близько 5 дюймів (130 мм) за гарних умов спостереження можна побачити шість зір цього скупчення. У 2012 році вчені висунули припущення, що в цьому зоряному скупченні може знаходитися чорна діра середньої маси — тобто в кілька сотень разів важча за наше Сонце. Наявність такої чорної діри могла б пояснити, чому зорі в скупченні рухаються з дуже різними швидкостями. Це явище називають дисперсією швидкостей, і вона свідчить про сильний гравітаційний вплив всередині скупчення. 
NGC 1980 — це молоде зоряне скупчення, яке було відкрито Вільямом Гершелем 31 січня 1786 року. На небі це скупчення виглядає як ділянка розміром приблизно 14×14 кутових мінут — це приблизно половина розміру повного Місяця.
NGC 1981 (також відоме як OCL 525) — це розсіяне зоряне скупчення. Його відкрив Джон Гершель 4 січня 1827 року. Видима зоряна величина скупчення становить близько 4,2m, що робить його досить яскравим для спостереження неозброєним оком. Розмір скупчення на небі — приблизно 28 кутових хвилин. Деякі астрономи-аматори кажуть, що NGC 1981 нагадує алігатора або крокодила: східна зоря скупчення виглядає як його обличчя, західна — як хвіст, а дві групи по три зорі посередині схожі на його дві пари ніг.
NGC 2169 — розсіяне зоряне скупчення, вперше помітив Джованні Баттіста Годіерна до 1654 року, а офіційно відкрив Вільям Гершель 15 жовтня 1784 року. Це скупчення знаходиться приблизно на відстані 3600 світлових років від Землі. NGC 2169 іноді називають «Скупчення 37» через те, що форма зір у ньому нагадує цифру 37.
NGC 2194 — розсіяне зоряне скупчення, знаходиться приблизно на відстані 10 000 світлових років від Землі. Його видима зоряна величина становить 8.5m. Відкрив це скупчення Вільям Гершель 11 лютого 1784 року, і він заніс його до свого каталогу під номером IV 5. У цьому скупченні переважають зорі головної послідовності — це зорі, які перебувають у найбільш стабільній фазі свого життя та кілька червоних гігантів. Також деякі астрономи припускають, що в цьому скупченні можуть бути й блакитні приблуди.

### Галактики

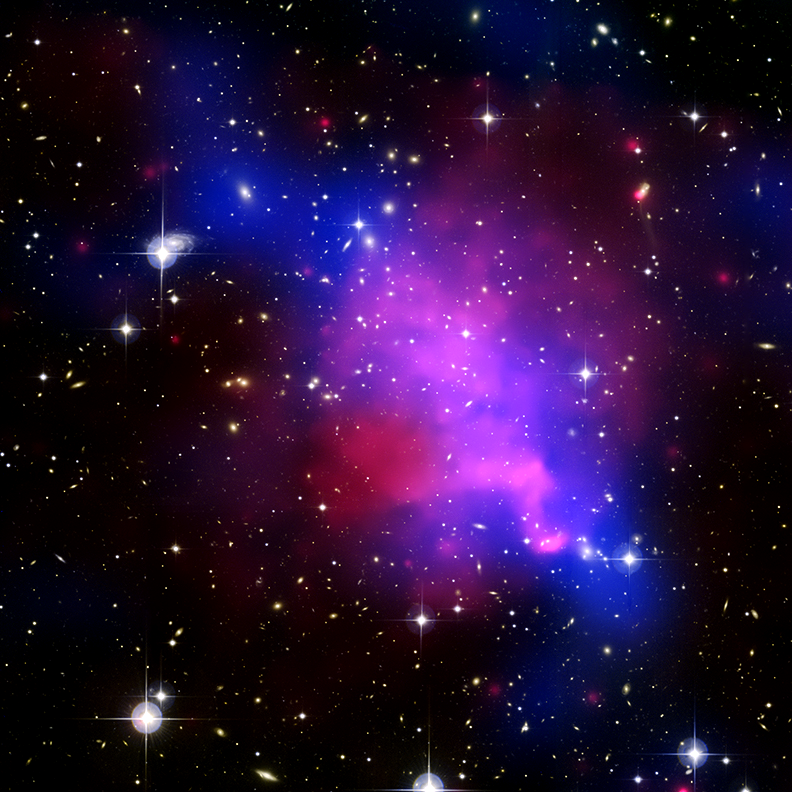
Скупчення галактик Abell 520

Abell 520 (також відоме як A520) — це скупчення галактик, яке знаходиться на відстані близько 2,65 мільярда світлових років від Землі. Це скупчення має незвичну внутрішню структуру, яка, як вважається, виникла внаслідок масштабного зіткнення кількох скупчень галактик. Астрономи виявили, що це скупчення формується в місці перетину трьох галактичних ниток — великих структур, які з’єднують між собою галактики та скупчення в масштабі Всесвіту. Це було встановлено шляхом аналізу руху майже 300 галактик у цьому регіоні. У 2007 році за допомогою методу слабкого гравітаційного лінзування дослідники виявили ще одну загадкову особливість: у центрі скупчення існує велике скупчення маси — так зване «темне ядро», — яке не відповідає жодному скупченню яскравих галактик. Це було дивно, адже зазвичай темна матерія розподіляється разом із видимою. Така аномалія не пояснювалася звичайними уявленнями про темну матерію. На той час деякі вчені навіть припускали, що темна матерія може взаємодіяти між собою не тільки гравітаційно, що суперечить більшості традиційних моделей.
NGC 1924 — це спіральна галактика з баром, яка знаходиться на відстані приблизно 143 мільйони світлових років від Землі в сузір’ї Оріона. Її відкрив Вільям Гершель 5 жовтня 1785 року. Ця галактика не має активного галактичного ядра — тобто в її центрі не спостерігається потужного випромінювання, яке часто виникає через надмасивну чорну діру, що активно поглинає матерію. Також у NGC 1924 не виявлено значних областей активного утворення нових зір. 

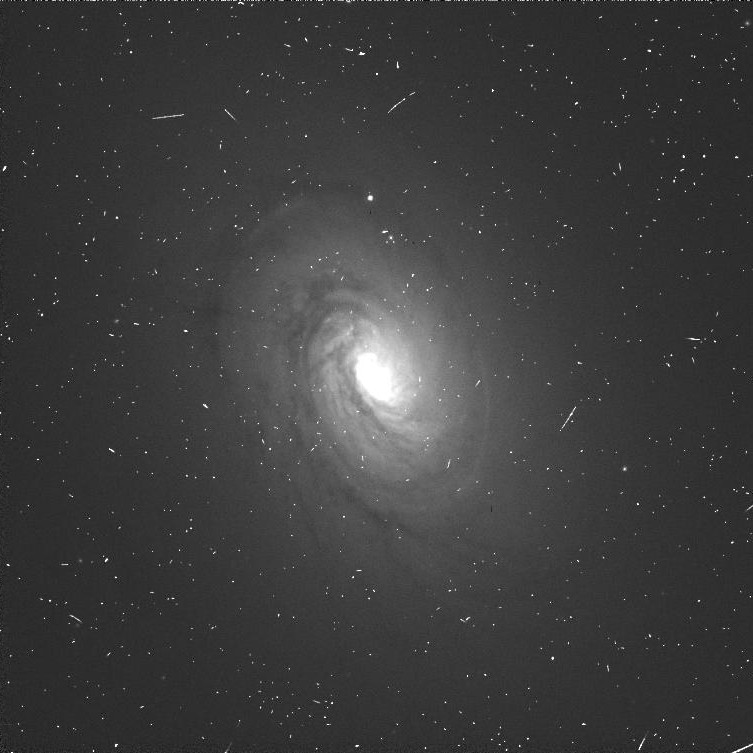
Галактика NGC 2110

NGC 2110 — це лінзоподібна галактика, знаходиться приблизно на відстані 120 мільйонів світлових років від Землі. NGC 2110 належить до типу сейфертівських галактик — це галактики з активними ядрами, які дуже яскраво випромінюють у різних діапазонах світла (особливо в ультрафіолеті, рентгенівському та інфрачервоному). Таке випромінювання зазвичай спричинене надмасивною чорною дірою в центрі, яка активно поглинає навколишню матерію.
NGC 1819 — лінзоподібна галактика, відкрив американський астроном Льюїс Свіфт 26 грудня 1885 року. Попри те що лінзоподібні галактики зазвичай вважаються "старими" і менш активними, NGC 1819 є винятком: вона багата на газ і має яскраво виражене кільце навколо ядра, де активно утворюються нові зорі.
Також у сузір'ї Оріона розташовані й інші галактики, зокрема еліптичні — NGC 1713, NGC 1684, NGC 1875, NGC 1740, NGC 1682, а також спіральні та лінзоподібні галактики, серед яких NGC 1671, NGC 1729, NGC 1843 і NGC 1678.

### Оріоніди

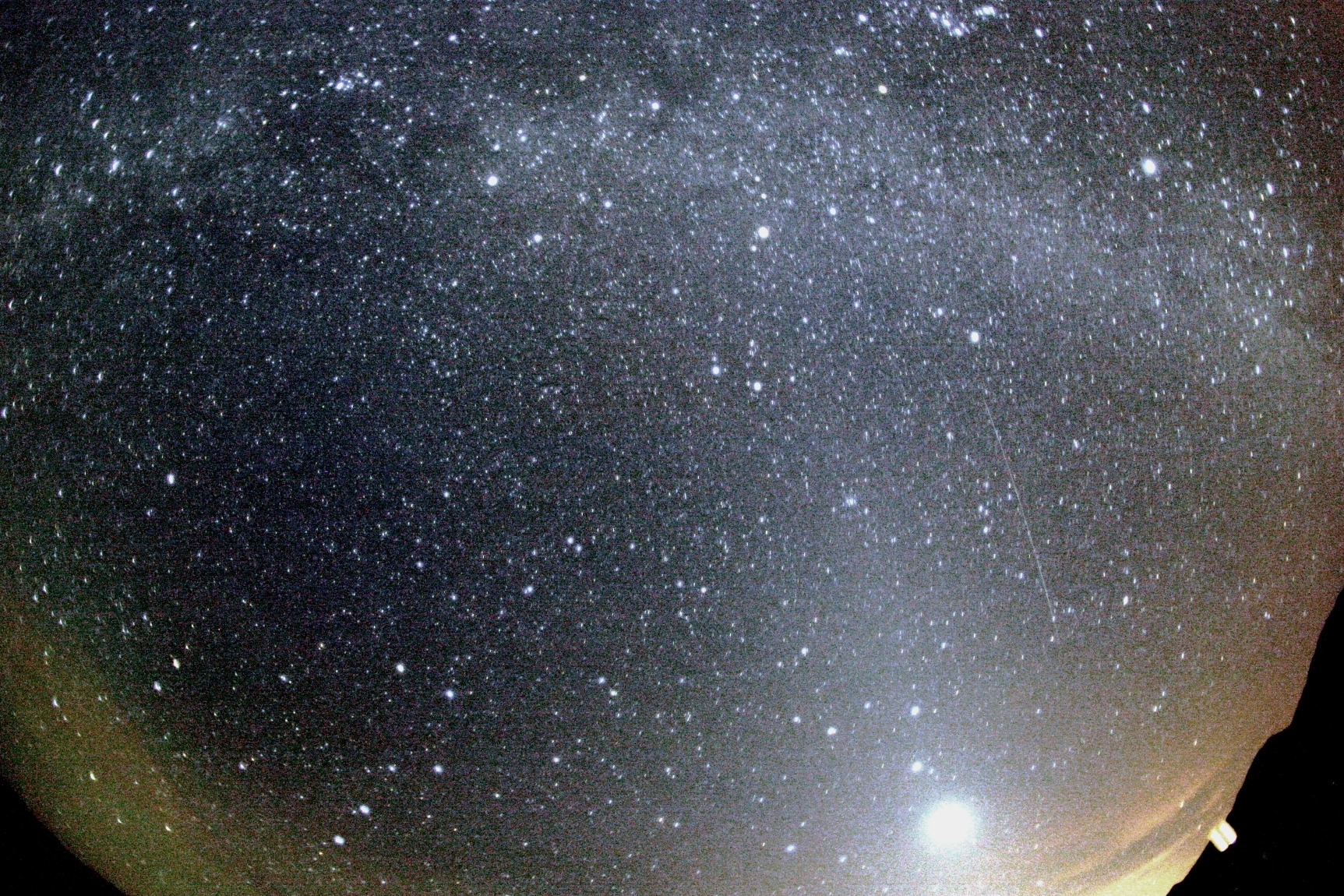
Метеорний потік Оріоніди

Оріоніди — це метеорний потік, радіант якого розташований близько до межі сузір’їв Оріона та Близнюків. Метеори з цього метеорного потоку з’являються в жовтні, а пік припадає на 20-21 жовтня. Згодом другий пік активності припадає приблизно на 24 жовтня. Оскільки сузір'я Оріона розташоване близько до небесного екватора, метеори Оріоніди видно як у північній, так і в південній півкулях. Спостереження дають змогу визначити зенітне годинне число, яке приблизно дорівнює 20 метеорам. Материнським тілом потоку є комета Галлея.

## Аматорські спостереження
Оскільки сузір'я Оріона є досить яскравим, воно може служити орієнтиром для пошуку інших яскравих зір на небі. Провівши уявну пряму, на якій будуть розташовані зорі Рігель та Бетельгейзе, можна знайти зорю Кастор. А якщо провести уявну пряму через Пояс Оріона, можна знайти Сіріус — найяскравішу зорю на небі, і, у протилежному напрямку, зорю Альдебаран в сузір'ї Тельця. Якщо ж провести пряму через зорі Беллатрікс та Бетельгейзе, можна знайти зорю Проціон. Бетельгейзе, Сіріус і Проціон утворюють легко впізнаваний астеризм Зимового трикутника (для південної півкулі — літнього).
Завдяки своїй яскравості, геометричній формі та наявності великої кількості помітних об’єктів, Оріон є одним із найулюбленіших сузір’їв серед астрономів-аматорів. Навіть за допомогою бінокля 10×50 або маленького телескопа (70–100 мм) можна спостерігати численні об’єкти глибокого неба, зокрема: Туманність Оріона — найбільш доступний об’єкт для спостереження; вже в бінокль видно розсіяне світіння, а через телескоп — структуру туманності та Трапецію — скупчення молодих зір у її центрі. Туманність де Мерана (M43) — прилегла до Туманності Оріона; виглядає як відокремлений сегмент туманності. Темна Туманність Кінська голова (Barnard 33) — для її спостереження потрібне темне небо та телескоп із широким полем зору та можливістю використання H-beta фільтра. Петля Барнарда (Barnard’s Loop) — велетенська емісійна туманність, яка охоплює більшу частину Оріона; її видно лише за дуже темного неба та з відповідним вузькосмуговим фільтром. Пояс і Меч Оріона — зорі Поясу (Альнітак, Альнілам, Мінтака) легко помітні неозброєним оком, тоді як у мечі розташована Туманність Оріона та слабші туманності. У сприятливих умовах (темне небо, відсутність засвічення) Оріон відкриває низку можливостей для астрофотографії — від ширококутних знімків із фіксацією туманностей до високодеталізованих фото за допомогою CCD-камери та телескопа з системою відстеження.

## Майбутнє
Сузір'я Оріона розташоване на небесному екваторі, однак через прецесію земної осі його положення змінюється. Близько 14 000 року нашої ери Оріон буде настільки південним, що стане невидимим з широт Великої Британії.
У ще віддаленішому майбутньому зорі Оріона поступово змінюватимуть свої положення через власний рух. Однак, оскільки найяскравіші зорі Оріона розташовані на значній відстані від Землі, сузір'я залишатиметься впізнаваним довше, ніж багато інших. Винятком є деякі зорі, які можуть вибухнути як наднові, наприклад Бетельгейзе, що, за прогнозами, вибухне впродовж наступних 100 000 років.
Анімація ЄКА демонструє, як форма Оріона змінюється під впливом власного руху зір. Зокрема, π³ Оріона (Pi³ Orionis) має найшвидший власний рух серед зір сузір'я.

## Культурний вплив

### У фольклорі та релігії
Перським астрономом Абд аль-Рахманом ас-Суфі близько 964 року було створено астрономічний трактат «Книга сталих зірок» (араб. كتاب صور الكواكب الثابتة), в якому Оріон зображений на небесній сфері. Через такий спосіб зображення сузір'я виглядає дзеркально відображеним порівняно з його виглядом на небі.
У давньокитайській астрономії Оріон входив до системи 28 місячних стоянок (宿, Сю). Зокрема, пояс Оріона асоціювався зі стоянкою Шень (参), що буквально означає «три», вказуючи на три яскраві зорі поясу сузір'я. Ієрогліф 参 (піньїнь: shēn) спочатку означав саме сузір'я Оріон. У версії цього ієрогліфа часів династії Шан, якій понад три тисячі років, у верхній частині зображені три зорі поясу Оріона над головою людини; нижня частина, що передає звучання слова, була додана пізніше.
Крім того, у джайнських печерах Удайгірі та Кхандагірі (Індія), що датуються I століттям до н.е., виявлено символіку, яка має виразну схожість із конфігурацією зорей Оріона.
Також у Книзі Йова та Книзі Амоса Старого Заповіту оповідається про сузір'я Оріона.

### Символіка

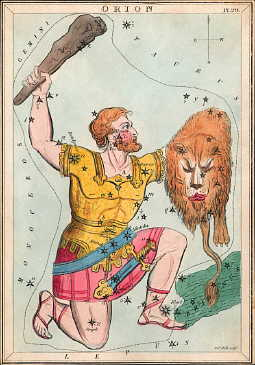
Сузір'я Оріон із «Дзеркала Уранії» — набору тематичних карток, які були опубліковані у Лондоні бл. 1825 року

У мистецьких інтерпретаціях Оріон зображується як мисливець з палицею або мечем, іноді з левовою шкурою в руці. Він стоїть біля річки Ерідан у супроводі своїх псів — Великого Пса та Малого Пса, переслідуючи Тельця або Зайця. В античні часи, у Цицерона Оріон тримав тваринну шкуру в правиці, а в Гігіна ця шкура перетворюється на щит. Відповідно до сучасної інтерпретації, пояс утворюють зорі Дельта, Епсилон і Дзета, а Бетельгейзе (Альфа Оріона) позначає ліве плече.
Символіка Пояса й Меча Оріона знайшла відображення у західній популярній культурі. Наприклад, вона лягла в основу шеврона 27-ї піхотної дивізії армії США під час обох світових воєн, імовірно, через співзвучність з прізвищем першого командира дивізії — генерал-майора Джона Ф. О'Раяна (англ. O'Ryan). Також сузір’я Оріона використовувала кінокомпанія Orion Pictures як свій логотип — стилізоване зображення трьох зірок пояса стало візуальним символом бренду. 

### У сучасній культурі
Серед творів у жанрі наукової фантастики, Оріону присвячені, зокрема, роман Orion Shall Rise (1990) Пола Андерсона, космоопери Orion Arm (1999) Джуліени Мей, La lumière d'Orion (2014) Валеріо Еванджелісті, серія з п'яти книг Orion (1984-1995) Бена Бова, The Fortress in Orion (2014) Майка Резника. Також є низка оповідань наукової фантастики, пов'язаних з Оріоном: The Five Hells of Orion (1963) Фредерик Пола, Orion (1988) Джанет Вінтерсон, Orion (1900) Кеннета Грема, On the Orion Line (2000) Стівена Бекстера. 
Оріон є важливою частиною сюжету голівудського блокбастеру «Люди в чорному» (1997), а в класичному фільмі Стенлі Кубріка «Космічна одіссея 2001 року» та німецькому серіалі Raumpatrouille Orion  на честь сузір'я названо космічні апарати. Назва зорі Бетельгейзе (англ. Betelgeuse), яка є частиною сузір’я, надихнула ім’я персонажа фільму «Бітлджюс» (1988). Кілька разів сузір'я також згадується у франшизі «Гаррі Поттер»: під час іспиту Гаррі мав позначити сузір'я Оріона; батька Сіріуса Блека звуть Оріон Блек; на честь зорі Беллатрікс названо Белатрису Лестранж. В американській франшизі «Зоряний шлях» оріонами називають позаземних істот.
На честь сузір'я названо інструментальну композицію метал-гурту Metallica «Orion» із «космічним» програшем та соло бас-гітариста Кліффа Бертона, що в журналі Rolling Stone назвали одним з найяскравіших моментів в історії гурту.